# Saison 1884 des Sénateurs d'Ottawa
Autres saisons
Saison suivante
La saison 1884 de hockey sur glace est la première que joue le Club de hockey d'Ottawa. Il participe ainsi à la deuxième édition du Carnaval d'hiver de Montréal ; quatre autres équipes sont inscrites au tournoi, toutes de la ville de Montréal : les Wanderers, les Crystals, les Victorias ainsi que l'Université McGill. Cependant, les équipes des Crystals et de Wanderers ne se présentant pas, elles sont éliminés de la compétition. L'équipe d'Ottawa joue en rouge et noir et est opposé à McGill pour son premier match, une défaite 1-0.
Le lendemain, le futur maire d'Ottawa, Nelson Davis Porter devient le premier buteur de l'histoire de l'équipe lors de la victoire 1-0 contre les Victorias le 8 février 1884. Le troisième match des joueurs d'Ottawa tourne également à leur avantage avec une victoire 3-0 sur les joueurs de McGill dont 2 buts inscrits par leur capitaine, Jenkins. Jouant pour le titre, l'équipe est battue sur le score de 1-0 par Victoria après 14 minutes de prolongation.

## Alignement
- Albert Peter Low (gardien de but)[3]
- Thomas D. Green
- Thomas Gallagher
- Frank Jenkins (capitaine)[4] - 2 buts
- Jack Kerr
- Halder Kirby
- Nelson Porter - 1 but
- Ernest Taylor
- George Young

## Résultats
| No | Date       | Équipe | Résultat  | Adversaire            | Fiche |
| -- | ---------- | ------ | --------- | --------------------- | ----- |
| 1  | 7 février  | Ottawa | 0 - 1     | Université McGill     | 0-1-0 |
| 2  | 8 février  | Ottawa | 1 - 0     | Victorias de Montréal | 1-1-0 |
| 3  | 9 février  | Ottawa | 3 - 0     | Université McGill     | 2-1-0 |
| 4  | 11 février | Ottawa | 0 - 1 (P) | Victorias de Montréal | 2-2-0 |